# Cecidopsylla schimae
Cecidopsylla schimae är en insektsart som beskrevs av Jean-Jacques Kieffer 1905. Cecidopsylla schimae ingår i släktet Cecidopsylla och familjen Calophyidae. Inga underarter finns listade i Catalogue of Life.